# Ричаківський Антон Іванович
Антон Іванович Ричаківський, о. Антон Ричаківський (1903, с. Заболотівка, нині Україна — 3 липня 1941, с. Угринь, нині Україна) — український греко-католицький священник, слуга Божий греко-католицької церкви, вбитий НКВС.

## Життєпис
Закінчив Станиславівську духовну семінарію (1925, нині Івано-Франківська). Висвячений у 1932 році. Парох у с. Хмелевій (нині Чортківського району) та с. Угрині (1940—1941).
Заарештований 24 червня 1941 року співробітниками НКВС і вбитий; тіло о. зі слідами жорстоких катувань знайдено 28 червня 1941 року в полі. Похований в с. Угринь.
Щорічно на свято Різдва Івана Хрестителя жителі с. Угриня вшановують його пам’ять. На місці смерті о. Ричаківського встановлено пам’ятний хрест (2011).

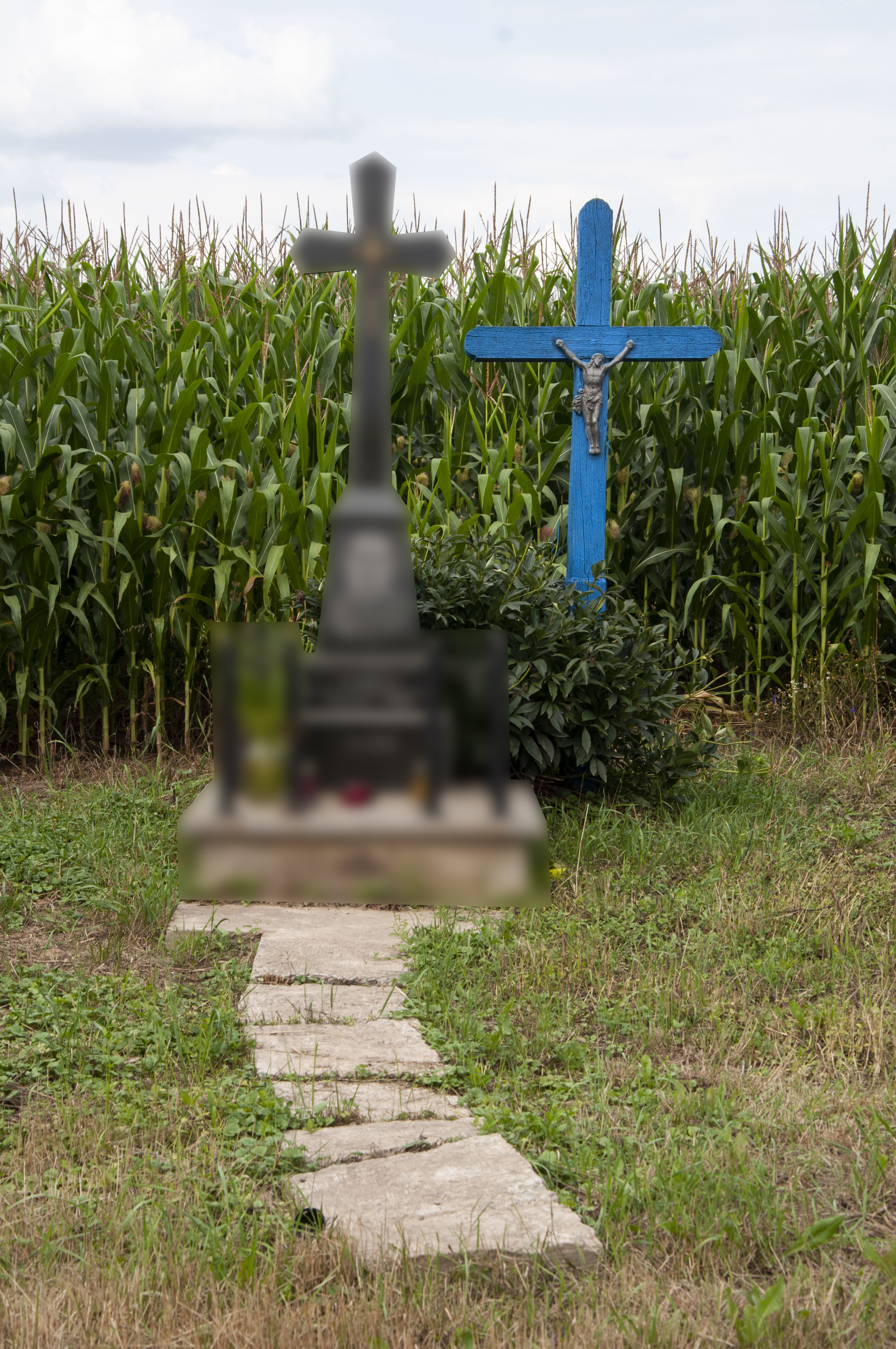
Місце мученицької смерти о. Антона Ричаківського
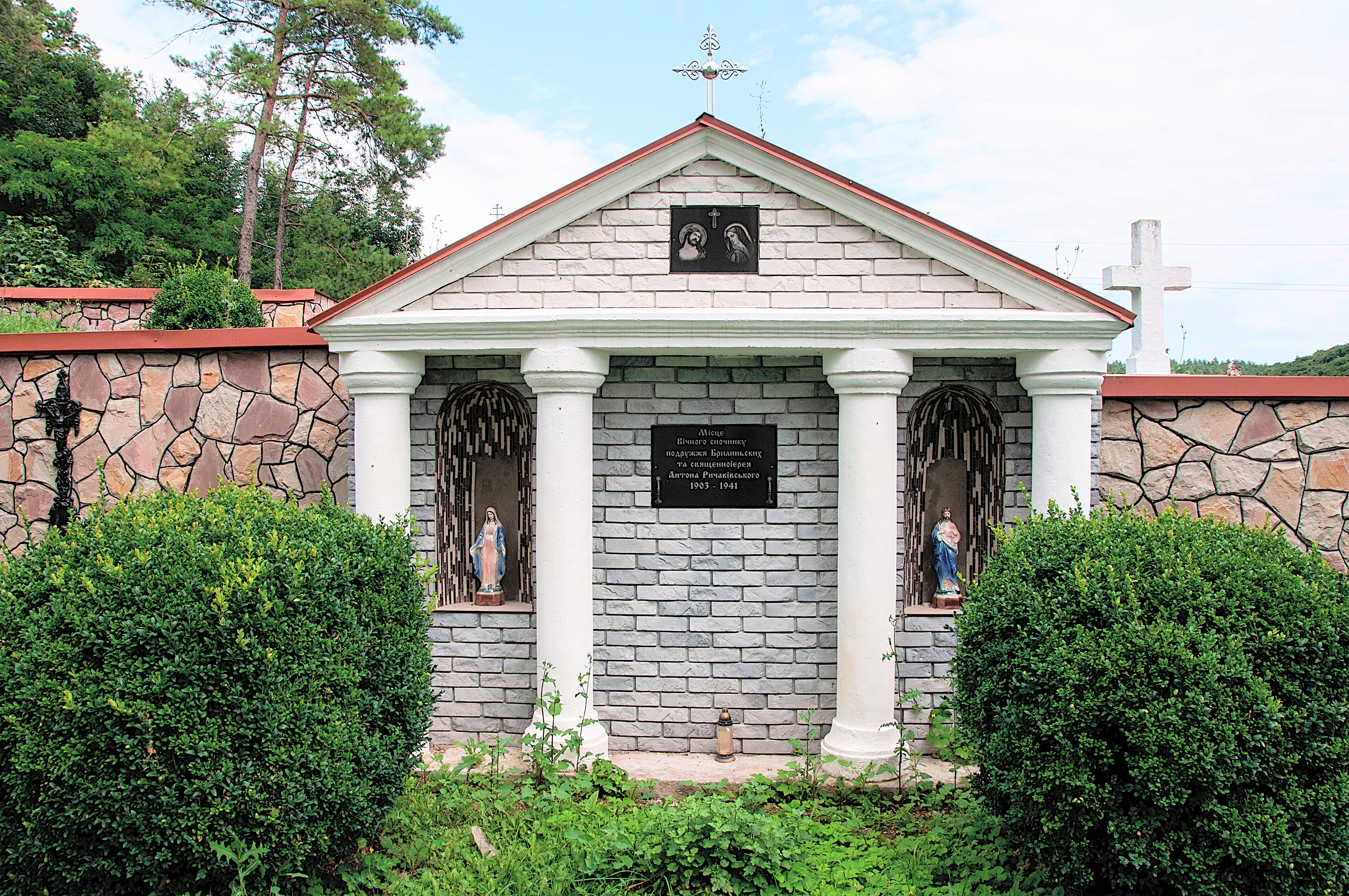
Гробівець, в якому похований о. Антон Ричаківський

### Беатифікаційний процес
Від 2001 року триває беатифікаційний процес прилучення о. Антона Ричаківського до лику блаженних.